# Martha Chase
Martha Cowles Chase (Cleveland Heights, 30 novembre 1927 – Lorain, 8 agosto 2003) è stata una genetista statunitense.
Codirettrice di Alfred Hershey al Cold Spring Harbor Laboratory, nel 1952, usando traccianti radioattivi, dimostrarono che il materiale genetico di alcuni batteriofagi è Dna, responsabile delle capacità di infettare altri organismi viventi. L'esperimento di Hershey-Chase provava definitivamente che il materiale genetico è costituito da Dna e non da proteine.

## Biografia
Nasce nel 1927 a Cleveland (Ohio). Nel 1950 si laurea presso il College of Wooster e nel 1964 riceve il Phd, presso la University of Southern California.
Nel 1952 diviene assistente di laboratorio di Alfred Hershey presso il Cold Spring Harbor Laboratory del Carnegie Institution for Science. In questo laboratorio venne eseguito il noto esperimento di Hershey - Chase, che contribuì a confermare che non erano le proteine a trasmettere i tratti ereditari, ma il DNA. Questo risultato era in contrasto con il prevalente parere scientifico del momento.
Nel 1953 si trasferisce in Tennessee, presso l'Oak Ridge National Laboratory, e più tardi anche presso l'Università di Rochester. Nel corso del decennio ritornò a Cold Spring Harbor, per partecipare alle riunioni di biologi appartenenti al Gruppo del fago.
Verso la fine degli anni '50, in California, convola a nozze con il collega scienziato, Richard Epstein. Il matrimonio fu breve, e divorziarono poco dopo. Una serie di battute d'arresto personali attraverso gli anni 60 concluse la sua carriera. Per decenni soffrì di una forma di demenza, che la privò della memoria a breve termine. Morì di polmonite l'8 agosto del 2003, all'età di 75 anni.